# Raisch Group Test- und Eventcenter Burgkirchen

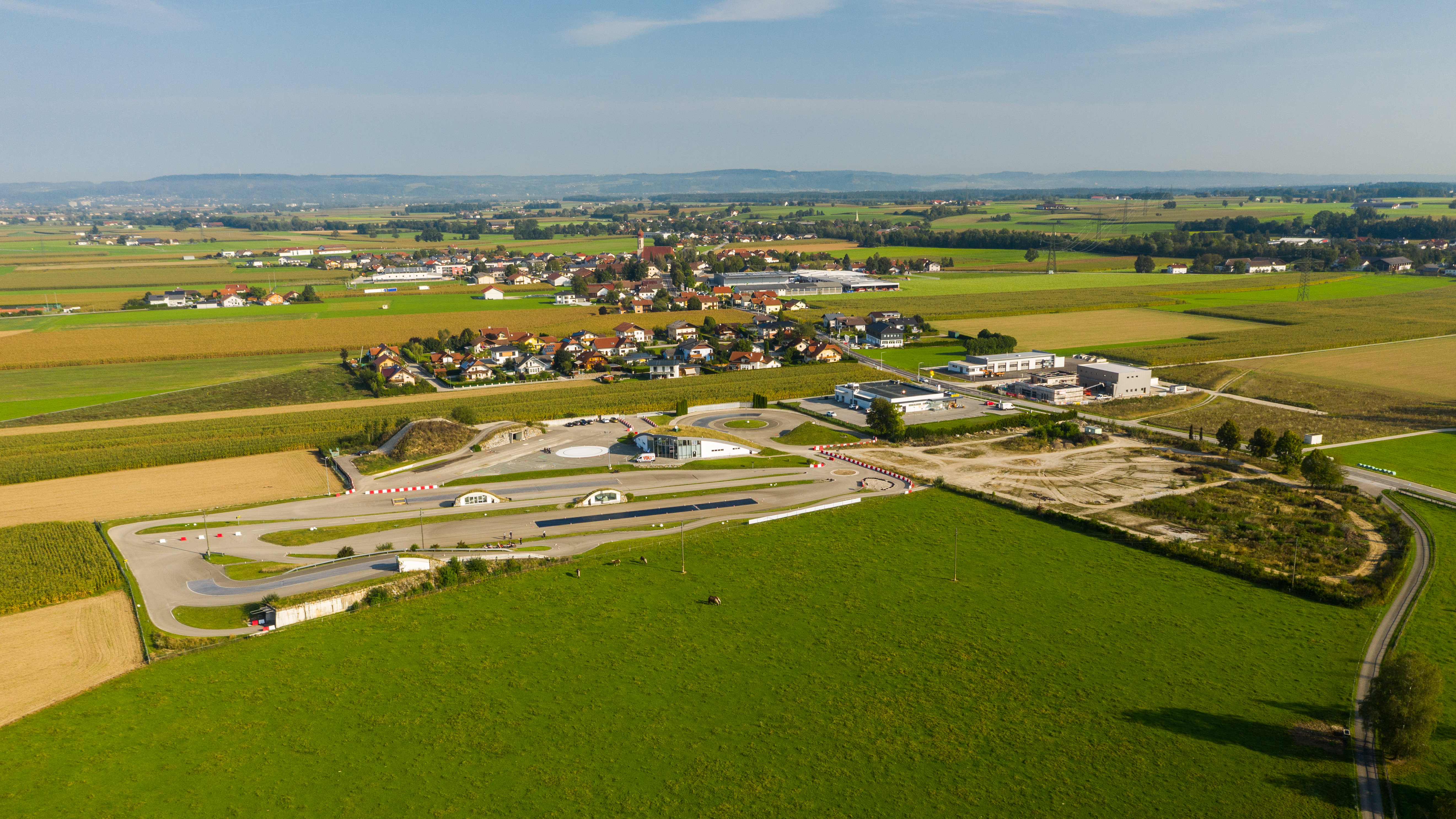
Aufnahme aus September 2020 aus südlicher Richtung

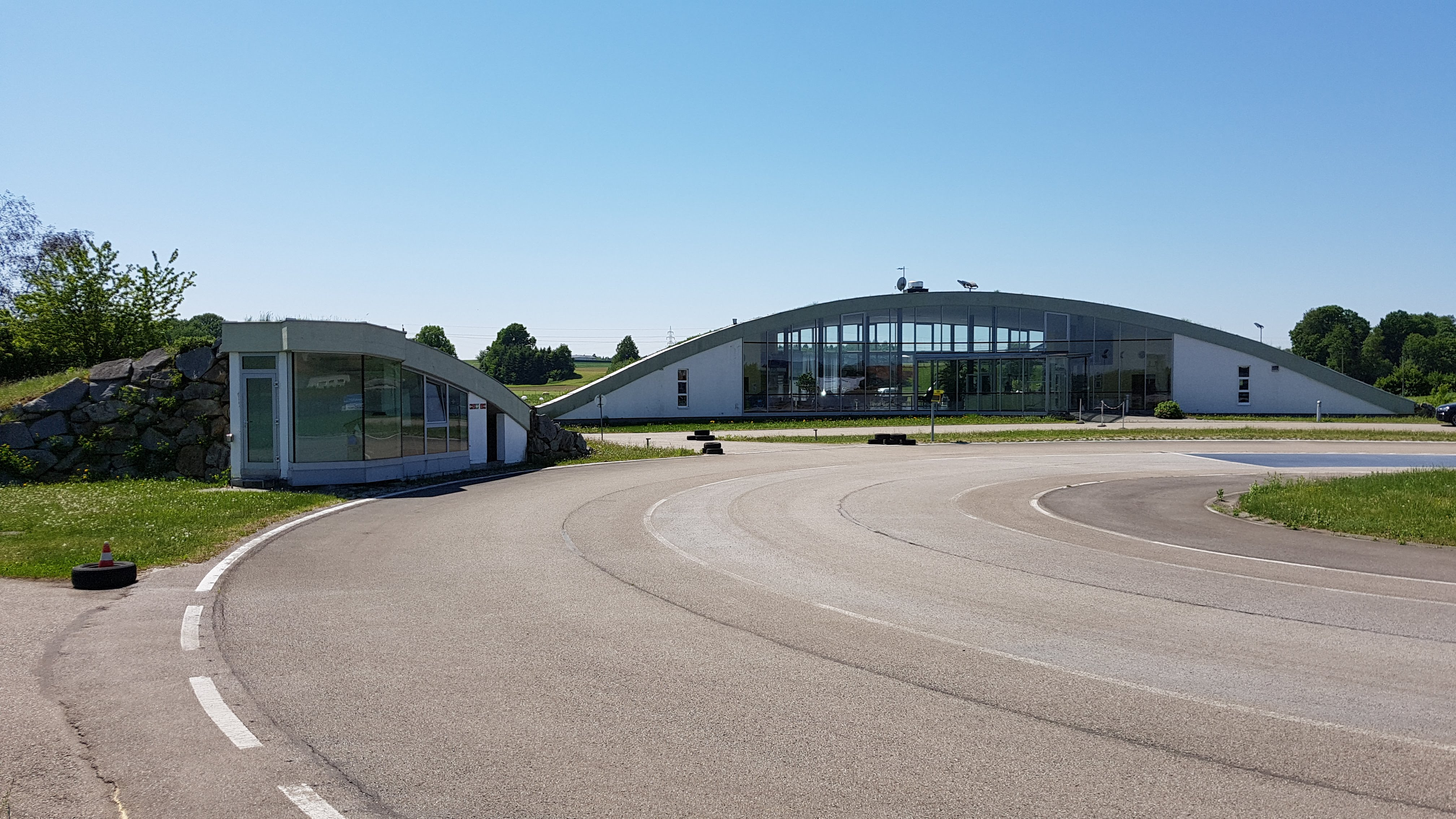
Kreisbahn mit Technikhaus und Hangar

Das Raisch Group Test- und Eventcenter Burgkirchen ist eine Automobilteststrecke für Nass- und Trockentests im oberösterreichischen Burgkirchen. Das Testzentrum wird überwiegend von Motorradherstellern und Start-Up-Firmen im Bereich Elektromobilität genutzt. Eröffnet wurde das Testzentrum im Jahr 2019.
Neben Fahrzeugtests werden im Testzentrum auch Versuchsfahrer für Pkw und Motorrad ausgebildet. Die Motorradausbildung erfolgt durch die KTM-Ridersacademy. Der ADAC Südbayern bietet im Testzentrum Fahrsicherheitstrainings für Pkw und Motorrad an. Um einen Rundkurs für die Fahrzeuge bereitstellen zu können, wurde auf dem Gelände das Innviertler Ecodrom errichtet.

## Test- und Eventcenter
Auf dem circa 5 Hektar großen Gelände sind zwei Fahrdynamikflächen mit automatischer Bewässerung, eine Schlechtwegstrecke mit unterschiedlichen Eigenschaften, eine Kreisbahn mit einem Durchmesser von 50 m, Belgisch Block, eine Spitzwasser-Durchfahrt, ein Wat-Becken und Steigungshügel von 9, 14 und 30 % eingerichtet.
Ein weiterer Schwerpunkt des Geländes liegt auf der Aus- und Weiterbildung von Fahrern. Hierzu zählen Testfahrer von Motorrädern und Pkw sowie Privatkunden, die ein Fahrsicherheitstraining für Pkw oder Motorrad absolvieren.
Das Testzentrum wird betrieben von der „Raisch FTZ GmbH“, einer Tochter der Raisch Group mit Sitz im Liechtensteinischen Triesen. Das Testzentrum befindet sich seit dem 1. Januar 2019 im Alleineigentum der Raisch Group.

### Besonderheiten
Der 44 m lange „Anja“-Tunnel ist S-förmig. Durch diese S-Form ist ein Durchblick durch den Tunnel nicht möglich.

### Event- und Schulungshangar
Der Hangar ist ein 400 m² großes Gebäude mit einem begrünten Dach und ist Ausstellungsfläche, Schulungsraum und Empfangsbereich zugleich. Neben drei Seminarräumen für bis zu 150 Personen ist dort die komplette Geländetechnik untergebracht.